# Domas (Pontang)
Domas is een bestuurslaag in het regentschap Serang van de provincie Banten, Indonesië. Domas telt 4200 inwoners (volkstelling 2010).